# محسن اشرفی
سیّد محسن اشرفی (زادهٔ ۱۳۳۳ در اراک) نویسنده و مترجم و روزنامه‌نگارِ ایرانی است.

## کارها

### سردبیری

#### روزنامهٔبُنیان
اشرفی در پاییزِ ۱۳۸۶ به اتّهامِ نشرِ اکاذیب به قصدِ تشویشِ اذهانِ عمومی محکوم به پرداختِ جریمه شد و روزنامهٔ بُنیان توقیف شد.

#### دیگر
- ماهنامهٔ ترابران
- روزنامهٔ جامعه فردا
- رادیو صدای نو

### ترجمه‌ها
- راه نیرنگ، ویکتور استروفسکی
- آلنده: روایت یک زندگی، فرناندو آلگریا
- حصاری از دروغ، آنتونی کِیو براون
- ارتباط خطرناک، اندرو ولسلی کاکبورن
- دوستان بلندپایه، لیتون مک‌کارتنی
- به دام افتاده: بزرگترین رویارویی جاسوسی شرق و غرب در تهران، آرین رنجی‌شری
- شناسائی و شکار جاسوس: خاطرات یک کارمند ارشد ضدجاسوسی، پیتر رایت
- جاسوسان خط آتش: عملیات سرّی واحد اطلاعات نظامی اسرائیل، ساموئل کاتز
- شمال و جنوب، جان جیکس
- سرویس جاسوسی انگلیس از درون، استیون داریل